# Kap Phillips
Das Kap Phillips ist ein Kap an der Borchgrevink-Küste des ostantarktischen Viktorialands. Es liegt 13 km südöstlich des Mount Brewster in der Mitte der Ostküste der Daniell-Halbinsel.
Der britische Polarforscher James Clark Ross entdeckte das Kap im Januar 1841 bei seiner Antarktisexpedition (1839–1843). Er benannte es nach Leutnant Charles Gerrans Phillips (1803–1871) vom Forschungsschiff Terror.